# Аквафіна
Нора Лам (англ. Nora Lum кант. трад. 林家珍, ютпхін: Lam⁴ Gaa¹ Zan¹ [lɐm˨˩ kaː˥ t͡sɐn˥]; народ. 2 червня 1988 року, Нью-Йорк), відома як Awkwafina ([ˌɔkwəˈfɪnə], Оквафіна або Аквафіна) — американська співачка-реперка, музикантка, акторка і продюсерка. Найяскравіші фільми за її участю: «Вісім подруг Оушена» (2018), «Шалено багаті азіати» (2018), «Прощання» (2019). За головну роль в останньому нагороджена премією «Золотий глобус», першою з акторок азійського походження отримавши цю премію в категорії «Найкраща жіноча роль у комедії або мюзиклі».
Аквафіна випустила 2 альбоми: «Yellow Ranger» (2014) і «In Fina We Trust» (2018). Брала участь у телевізійний проєктах, таких як «Код дівчини», «Людина майбутнього» і «Saturday Night Live».

## Біографія
Нора Лам народилася у Нью-Йорку в 1988 році в сім'ї американця китайського походження Уоллі та художниці-іммігрантки з Південної Кореї. Виросла у Форест-Гіллз, Квінз, у Нью-Йорку. Її прадід був китайським іммігрантом у 1940-х, котрий відкрив кантонський ресторан Lum’s у Флашингу, Квінз. Мати Лам померла, коли їй було 4 роки, її виховувала бабуся.
Лам вчилася у школі LaGuardia High School, де грала на трубі і навчалася класичної та джазової музики. В 16 років обрала собі сценічне ім'я Аквафіна (від англ. awkward «незграбний» і англ. fine «хороший, відмінний, чудовий») і альтер его своєї «тихої та пасивної» особистості в роки коледжу. Лам спеціалізувалася на журналістиці та жіночих дослідженнях в Університеті в Олбані. З 2006 по 2008 рік вона відвідувала Пекінський університет мови та культури в Китаї, де вивчала мандаринський діалект. 
За словами Лам, на неї як особистість вплинули Чарлз Буковскі, Анаїс Нін, Джоан Дідіон, Том Вейтс і Чет Бейкер. До кар'єри у сфері розваг Лам стажувалась у виданнях «Gotham Gazette» і «Times Union», а також асистенткою у видавничому домі Rodale.

## Кар'єра

### Музика
Нора Лам вперше спробувала читати реп у 13 років. У 2012 році вона здобула популярність в YouTube піснею «My Vag» («Моя вагіна»), написаною як відповідь на трек репера Міккі Авалона «My Dick (Tribute to Nate)». Нору Лам звільнили з роботи у видавництві, коли роботодавець упізнав її на відео.
Її сольний хіп-хоп альбом Yellow Ranger вийшов 11 лютого 2014 року. Він містить 11 треків, включно з рядом попередніх синглів, викладених на YouTube, зокрема треки «Yellow Ranger», «Queef» та «NYC Bitche $».
Аквафіна була учасницею фестивалю Tenacious D’s Festival Supreme 25 жовтня 2014 року. В 2016 році співачка співпрацювала з комедіанткою Маргарет Чо над піснею «Зелений чай», яка висміює азійські стереотипи.
8 червня 2018 року побачив світ мініальбом із 7 треків In Fina We Trust. Цей мініальбом виграв премію A2IM Libera у 2019 році як кращий хіп-хоп/реп альбом.

### Кіно
У 2016 році Лам зіграла у фільмі «Сусіди 2» (англ. Neighbors 2: Sorority Rising), а в 2018 році вийшла комедія «Подружайки» (англ. Dude) за її участю. Крім того, Лам озвучила одного з персонажів у анімаційній комедії «Лелеки» (англ. Storks).
У 2017 Лам взяла участь у зйомках фільму «Шалено багаті азіати» (англ. Crazy Rich Asians) компанії Warner Bros., втіливши Го Пек Лін, подругу Рейчел Чу (Констанс Ву) по коледжу. Пізніше вона знялась у стрічці «Вісім подруг Оушена» (англ. Ocean's 8).
У квітні 2018 року Лам отримала роль у фентезійній мелодрамі режисерки Еліс Воддінгтон «Таємниці Райських схилів» (англ. Paradise Hills) за участю Емми Робертс, Мілли Йовович та Джеремі Ірвіна. Світова прем'єра стрічки відбулась на кінофестивалі «Санденс» 26 січня 2019 року. Прем'єра в Україні — 24 жовтня 2019 року. 
В 2019 році Лам виконала головну роль в американській драмі «Прощання» (англ. The Farewell), за що отримала премію «Золотий глобус», а також зіграла в пригодницькому фільмі «Джуманджі: Наступний рівень» (сиквелі «Джуманджі: Поклик джунглів»).
12 лютого 2021 року вийшла драматична комедія «Дати дуба в окрузі Юба» (англ. Breaking News in Yuba County) за участю Аквафіни. На стадії препродакшену наразі знаходиться музичне фентезі «Русалонька», в якому Лам грає чайку Скаттл.

### Телебачення
У 2014 році Лам приєдналася до акторського складу третього сезону серіалу «Дівчачий код» (англ. Girl Code). У 2015 році вона з'явилась у спін-офі серіалу «Дівчачий код у прямому ефірі» (англ. Girl Code Live) на MTV.
Також Лам знімалася в серіалі «Людина майбутнього», який вийшов 14 листопада 2017 року. Лам стала другою американкою зі східноазійськими коренями (після Люсі Лью), що брала участь в зйомках для шоу Saturday Night Live.

### Активізм та письменництво
Лам підтримала голлівудський рух проти сексуальних домагань, висловлювалася за необхідність залучати більше режисерок у кіно та проти стереотипів щодо азійців у медіа.
Аквафіна була удостоєна звання «Прорив року» в грудні 2017 року.
Також Лам фігурувала в кампанії Gap «Logo Remix» разом з іншими діячами мистецтва, які «ремікшують культуру на своїх власних умовах».
У 2015 році Лам видала власний путівник Нью-Йорком.

## Фільмографія
| Рік  |    | Назва                           | Оригінальна назва                         | Роль                    |
| ---- | -- | ------------------------------- | ----------------------------------------- | ----------------------- |
| 2016 | дф | Поганий Реп                     | Bad Rap                                   | камео                   |
| 2016 | ф  | Сусіди 2                        | Neighbors 2: Sorority Rising              | Крістіна                |
| 2016 | мф | Лелеки                          | Storks                                    | Квіл (голос)            |
| 2018 | ф  | Подружайки                      | Dude                                      | Ребекка                 |
| 2018 | ф  | Вісім подруг Оушена             | Ocean's 8                                 | Констанс                |
| 2018 | ф  | Шалено багаті азіати            | Crazy Rich Asians                         | Го Пек Лін              |
| 2019 | ф  | Прощання                        | The Farewell                              | Біллі Ванг              |
| 2019 | ф  | Таємниці Райських схилів        | Paradise Hills                            | Ю                       |
| 2019 | мф | Angry Birds у кіно 2            | The Angry Birds Movie 2                   | Куртні (голос)          |
| 2019 | дф | Між двома папоротями: Фільм     | Between Two Ferns: The Movie              | камео                   |
| 2019 | ф  | Джуманджі: Наступний рівень     | Jumanji: The Next Level                   | Мінг Флітвуд            |
| 2020 | мф | Губка Боб: Втеча Губки          | The SpongeBob Movie: Sponge on the Run    | Андрон (голос)          |
| 2021 | мф | Рая та останній дракон          | Raya and the Last Dragon                  | Сісу (голос)            |
| 2021 | ф  | Дати дуба в окрузі Юба          | Breaking News in Yuba County              | Міна                    |
| 2021 | ф  | Шан-Чі та легенда десяти кілець | Shang-Chi and the Legend of the Ten Rings | Руйвен Чен              |
| 2021 | ф  | Лебедина пісня                  | Swan Song                                 | Кейт                    |
| 2022 | мф | Поганці                         | The Bad Guys                              | місіс Тарантула (голос) |
| 2023 | ф  | Русалонька                      | The Little Mermaid                        | Скаттл (голос)          |
| 2023 | ф  | Ренфілд                         | Renfield                                  | Ребекка Квінсі          |
| 2023 | мф | Міграція                        | Migration                                 | голуб (голос)           |
| 2023 | ф  |                                 | Quiz Lady                                 | Енн Ям                  |
| 2024 | мф | Панда Кунг-Фу 4                 | Kung Fu Panda 4                           | Чжень (голос)           |
| 2024 | ф  | Уявні друзі                     | IF                                        | бульбашка (голос)       |
| 2025 | мф | Поганці 2                       | The Bad Guys 2                            | місіс Тарантула (голос) |

| Рік       | Назва                             | Оригінальна назва                   | Роль                           | Примітки                        |
| --------- | --------------------------------- | ----------------------------------- | ------------------------------ | ------------------------------- |
| 2014–2015 | Дівчачий код                      | Girl Code                           | камео                          | 6 епізодів (3 сезон)            |
| 2015      | Дівчачий код у прямому ефірі      | Girl Code Live                      | камео                          | 10 епізодів (4 сезон)           |
| 2015      | Звичайне шоу                      | Regular Show                        | Епл (голос)                    | епізод "Hello China"            |
| 2015–2017 |                                   | Tawk                                | сама себе                      | 36 епізодів                     |
| 2016      | Мєрі+Джейн                        | Mary + Jane                         | камео                          | епізод "Noachella"              |
| 2017      | Людина майбутнього                | Future Man                          | жінка з крамниці відеоігор     | 3 епізоди                       |
| 2018      | Тварини                           | Animals                             | Анні (голос)                   | епізод "Roachella"              |
| 2018      | Суботнього вечора в прямому ефірі | Saturday Night Live                 | камео                          | епізод "Awkwafina/Travis Scott" |
| 2019      | Дивне місто                       | Weird City                          | Шарлотта                       | епізод "Below"                  |
| 2019      | Сімпсони                          | The Simpsons                        | Кармен / докторка Чанг (голос) | 2 еаізоди                       |
| 2019      | Тука & Берті                      | Tuca & Bertie                       | ліва грудь Берті (голос)       | епізод "The Promotion"          |
| 2019      | Темний кристал: Доба опору        | The Dark Crystal: Age of Resistance | Скек-Лач, колекторка (голос)   | 7 епізодв                       |
| 2020-2021 |                                   | Awkwafina Is Nora from Queens       | Нора                           | 10 епізодів                     |
| 2020      | Один світ: додому разом           | One World: Together at Home         | камео                          | телевізійний спецвипуск         |